# Římskokatolická farnost Bílý Kostel nad Nisou
Římskokatolická farnost Bílý Kostel nad Nisou (lat. Weiskirchna) je církevní správní jednotka sdružující římské katolíky na území obce Bílý Kostel nad Nisou a v jejím okolí. Organizačně spadá do libereckého vikariátu, který je jedním z 10 vikariátů litoměřické diecéze. Centrem farnosti je kostel svatého Mikuláše v Bílém Kostele nad Nisou.

## Historie farnosti
Farnost existovala již před rokem 1400, avšak v období husitských válek zanikla. Matriky jsou v místě vedeny od roku 1643 a od roku 1786 zde byla zřízena lokálie. Nově byla farnost obnovena v roce 1854.

### Duchovní správcové vedoucí farnost
Začátek působnosti jmenovaného v duchovní správě farnosti od:
- 1356 Martinus
- 1363 Tirtvinus
- Franciscus
- 1384 Nicolaus
- 1390 Paulus
- Nicolaus
- 1393 Lucas
- 1397 Laurentius
- 1407 Georgius
- 1414 Laurentius
- Joannes
- 1427 Nicolaus de Libavie
- 1786 cap. loc. Joann. Klinger, † 24. 4. 1788
- 1788 cap. loc. Hermann Putz, † 3. 1. 1814
- 1814 cap. loc. Franc. Peukert, n. 20. 6. 1782 Friedland, o. 9. 9. 1804, † 2. 9. 1850
- 1816 cap. loc. Jos. Sander, n. 7. 2. 1783 Luckens, o. 30. 8. 1806, † 16. 8. 1841
- 1841 cap. loc. Jos. Gahler, n. 8. 4. 1798 Reichenberg, o. 7. 9. 1823, † 23. 3. 1856
- 1842 cap. loc. vacat
- 1843 cap. loc. Car. Seibt, n. 24. 5. 1799 Phippsgrundens., o. 27. 8. 1825, † 4. 5. 187 4
- 1850 cap. loc. Ignat. Frank, n. 6. 2. 1813 Reichenberg, o. 30. 8. 1837
- 1854 protopar. (první farář) Ign. Frank, n. 6. 2. 1813 Reichenberg, o. 30. 8. 1837, † 19. 7. 1862
- 1856 Hugo Wohlmann, n. 6. 4. 1819 Lemberk, o. 29. 7. 1842, † 22. 5. 1889
- 1860 par. vacat, admin. int. Isid. Preissler
- 1860 Isid. Preissler, n. 30. 4. 1819 Johannensthal., o. 25. 7. 1844, † 8. 10. 1886
- 1867 Jos. Hoffmann, n. 17. 1. 1825 Reichenberg, o. 25. 7. 1849, † 16. 4. 1901
- 1886 Franc. Michler, n. 15. 10. 1846 Finkendorf, o. 25. 7 . 1871, † 10. 1. 1927
- 1. 10. 1917 Peregrin Hanreich, n. 18. 7. 1877 o. 8. 12. 1903, † 25. 4. 1952
- 12. 5. 1952 par. vacat, admin. excurr. Karel Petržílek
- 1. 3. 1954 par. vacat, admin. int. Antonín Špička
- 1. 12. 1954 par. vacat, admin. excurr. Stanislav Šlapák
- 1. 2. 1956 par. vacat, admin. excurr. Miloš Fiala
- 1. 8. 1961 par. vacat, admin. excurr. Karel Vítek
- 1. 11. 1970 par. vacat, admin. excurr. Tomáš Pavel Genrt OFM
- 1. 9. 2013 par. vacat, admin. excurr. Radek Vašinek
- 31. 7. 2024 – 15. 7. 2025 Jan Nepomuk Svoboda OFM, par. vacat, admin. excurr. in spiritalibus
  - 31. 7. 2024 – 15. 7. 2025 Jakub Jan Disman, par. vacat, admin. excurr. in materialibus
- 15. 7. 2025 Antoni Wasil, par. vacat, admin. excurr. [3]

Kromě kněží stojících v čele farnosti, působili ve farnosti v průběhu její historie i jiní kněží. Většinou pracovali jako farní vikáři, kaplani, katecheté, výpomocní duchovní aj.

## Území farnosti
Do farnosti náleží území obce:
- Bílý Kostel nad Nisou (Weisskirchen an der Neisse[p 2])
- Panenská Hůrka (Frauenberg[p 2])
- Pekařka (Bäckenhain[p 2])

## Římskokatolické sakrální stavby na území farnosti
| | Fotografie | Stavba                    | Místo                        | Bohoslužby                      | Zeměpisné souřadnice             | Status          | Číslo kulturní památky           |
| Kostel | Kostel     | Kostel                    | Kostel                       | Kostel                          | Kostel                           | Kostel          | Kostel                           |
| --- | ---------- | ------------------------- | ---------------------------- | ------------------------------- | -------------------------------- | --------------- | -------------------------------- |
| 1. |            | Kostel sv. Mikuláše       | Bílý Kostel nad Nisou        | bližší informace o bohoslužbách | 50°49′25″ s. š., 14°55′28″ v. d. | farní kostel    | 36765/5-4178 (Pk•MIS•Sez•Obr•WD) |
| Kaple |            |                           |                              |                                 |                                  |                 |                                  |
| 2. |            | Kaple Nejsvětější Trojice | Panenská Hůrka               | bližší informace o bohoslužbách | 50°48′25″ s. š., 14°55′58″ v. d. | kaple           | —                                |
| 3. |            | Kaple                     | Bílý Kostel nad Nisou, čp. 1 | bližší informace o bohoslužbách | 50°49′20″ s. š., 14°53′48″ v. d. | farní oratorium | —                                |
| Některé drobné sakrální stavby a pamětihodnosti lze dohledat zde v databázi Drobné sakrální památky Zaniklé sakrální stavby lze dohledat zde v databázi Poškozené a zničené kostely, kaple a synagogy v České republice |            |                           |                              |                                 |                                  |                 |                                  |

Ve farnosti se mohou nacházet i další drobné sakrální stavby, místa římskokatolického kultu a pamětihodnosti, které neobsahuje tato tabulka.

## Příslušnost k farnímu obvodu
Z důvodu efektivity duchovní správy byl vytvořen farní obvod (kolatura) farnosti Hrádek nad Nisou, jehož součástí je i farnost Bílý Kostel nad Nisou, která je tak spravována excurrendo. Přehled těchto kolatur je v tabulce farních obvodů libereckého vikariátu.